# Stienta
Stienta è un comune italiano di 3 059 abitanti della provincia di Rovigo in Veneto, situato a ovest del capoluogo.

## Geografia fisica
Il paese è ubicato sulla riva sinistra del Po lungo la Strada Regionale 6 e il suo territorio comunale è totalmente pianeggiante.
- Classificazione sismica: zona 3 (sismicità bassa), Ordinanza PCM n. 3274 del 20/03/2003

## Cultura

### Eventi
Dal 1989 si svolge, nei pressi della chiesa della Madonna di San Genesio, una cerimonia in ricordo dei caduti senza degna sepoltura. 
La cerimonia, patrocinata dalla Sezione Alpini di Padova-Rovigo ed organizzata dal locale Gruppo Alpini di Rovigo, ha luogo solitamente il primo sabato di giugno.

## Monumenti e luoghi d'interesse

### Architetture religiose
- Chiesa di Santo Stefano Papa e Martire.
- Oratorio di San Genesio, o anche chiesa della Madonna di San Genesio, in località Zampine.

### Architetture civili
- Palazzina municipale
- Villa Camerini Bertelè, edificio del XVIII secolo posta nei pressi dell'abitato

### Altri monumenti
Monumento ai Caduti, realizzato dal padovano Paolo Boldrin nel 1929 e rifatto dallo stesso artista, con lieve modifica, nel 1956. Il monumento viene ripreso cinematograficamente nel film Lei mi parla ancora di Pupi Avati.

## Società

### Evoluzione demografica
Abitanti censiti

### Religione
La maggioranza della popolazione è di religione cristiana di rito cattolico; il comune appartiene all'omonimo vicariato della diocesi di Adria-Rovigo.

## Infrastrutture e trasporti

### Strade
Il comune è interessato dalla Strada Regionale 6 Eridania Occidentale.

## Amministrazione

### Sindaci
| Sindaco                      | Sindaco              | Partito                            | Periodo             | Elezione            |                     |                     |                     |                     |
| Repubblica Italiana          | Repubblica Italiana  | Repubblica Italiana                | Repubblica Italiana | Repubblica Italiana | Repubblica Italiana | Repubblica Italiana | Repubblica Italiana | Repubblica Italiana |
| ---------------------------- | -------------------- | ---------------------------------- | ------------------- | ------------------- | ------------------- | ------------------- | ------------------- | ------------------- |
|                              | Mario Bertasi        | Partito Comunista Italiano         | 1946-1958           |                     |                     |                     |                     |                     |
|                              | Radames Bertasi      | Partito Comunista Italiano         | 1958-1960           |                     |                     |                     |                     |                     |
|                              | Efrem Giulio Bertasi | Partito Comunista Italiano         | 1960-1970           |                     |                     |                     |                     |                     |
|                              | Attilio Montagnana   | Partito Comunista Italiano         | 1970-1975           |                     |                     |                     |                     |                     |
|                              | Carlo Bruno Mini     | Partito Comunista Italiano         | 1975-1981           |                     |                     |                     |                     |                     |
|                              | Franco Bertasi       | Partito Comunista Italiano         | 1981-1985           |                     |                     |                     |                     |                     |
|                              | Ermanno Tunioli      | Partito Comunista Italiano         | 1985-1991           |                     |                     |                     |                     |                     |
|                              | Paolo Forti          | Partito Democratico della Sinistra | 1991-1995           |                     |                     |                     |                     |                     |
| Elezione diretta del Sindaco |                      |                                    |                     |                     |                     |                     |                     |                     |
|                              | Paolo Forti          | Centro-sinistra                    | 1995-2004           | 1995                |                     |                     |                     |                     |
| 1999                         | Paolo Forti          | Centro-sinistra                    | 1995-2004           |                     |                     |                     |                     |                     |
|                              | Fabrizio Fenzi       | Centro-sinistra                    | 2004-2014           | 2004                |                     |                     |                     |                     |
| 2009                         | Fabrizio Fenzi       | Centro-sinistra                    | 2004-2014           |                     |                     |                     |                     |                     |
|                              | Cristiano Corazzari  | Lega Nord                          | 2014-2015           | 2014                |                     |                     |                     |                     |
|                              | Enrico Ferrarese     | L.c. Stienta Tua                   | 2016-in carica      | 2016                |                     |                     |                     |                     |
| 2021                         | Enrico Ferrarese     | L.c. Stienta Tua                   | 2016-in carica      |                     |                     |                     |                     |                     |